# Polysulfany
Polysulfany jsou anorganické sloučeniny s obecným vzorcem H2Sx, kde x je větší než 1, i když disulfan (H2S2) se mezi ně občas nepočítá. Jsou to slabé kyseliny, jejich soli se nazývají polysulfidy. Byly izolovány polysulfany s dvěma až osmi propojenými atomy síry, delší řetězce byly pozorovány pouze v roztocích. H2S2 je bezbarvý, vyšší polysulfany jsou žluté, intenzita barvy roste s obsahem síry. I malé příměsi zásad způsobí rozklad těchto látek a z nádob, ve kterých se polysulfany přechovávají, musí být odstraněny pomocí kyselin.
V chemické literatuře se někdy termínem polysulfany označují všechny sloučeniny se skupinou (-S-)n, tedy i organické polysulfany R1(-S-)nR2.

## Vlastnosti
Polysulfany jsou tepelně nestabilní a rozkládají se na H2S a síru:
H2Sn → H2S + (n−1)/8 S8
Tvorba polysulfidových iontů z S2− a S má rovnováhu posunutou ve prospěch produktů:
S2− + (n−1) S → S 2-
n  ; ΔH= −ve
Okyselením polysulfidů vzniká sulfan a síra. Polysulfany se dají získat ponořením polysulfidu alkalického kovu do chlazené koncentrované kyseliny chlorovodíkové za vzniku směsi metastabilních polysulfanů ve formě žlutého oleje, z něhož se jednotlivé sloučeniny dají získat frakční destilací. Selektivnějšími způsoby přípravy jsou:
Na2Sn + 2HCl → 2NaCl + H2Sn (n=4–6)
SnCl2 + 2H2Sm → 2HCl + H2Sn+2m
Reakcí polysulfanů s chloridem sirnatým nebo sirným vznikají polychlorsulfany s dlouhými řetězci:
2 S Cl2 + H2Sn → 2 HCl + S2+nCl2
2 S2Cl2 + H2Sn → 2 HCl +S4+nCl2
Reakcí se siřičitany se polysulfany rozkládají za vzniku thiosíranů a sulfanu:
(n−1)SO32− + H2Sn → (n−1)S2O32− + H2S